# Liste der Monuments historiques in Saint-Nic
Die Liste der Monuments historiques in Saint-Nic führt die Monuments historiques in der französischen Gemeinde Saint-Nic auf.

## Liste der Bauwerke
| Bezeichnung                                 | Beschreibung | Standort | Kennzeichnung | Schutzstatus   | Datum     | Bild           |
| ------------------------------------------- | ------------ | -------- | ------------- | -------------- | --------- | -------------- |
| Kapelle St-Côme-St-Damien und Calvaire      |              | (Lage)   | PA00090424    | Inscrit Classé | 1927 1947 | weitere Bilder |
| Kirche St-Nicaise mit Friedhof und Calvaire |              | (Lage)   | PA00090423    | Inscrit        | 1926      | weitere Bilder |

## Liste der Objekte

### KircheSt-Nicaise
| Bezeichnung                                        | Beschreibung                                        | Standort | Kennzeichnung | Schutzstatus | Datum | Bild           |
| -------------------------------------------------- | --------------------------------------------------- | -------- | ------------- | ------------ | ----- | -------------- |
| Ziborium                                           | Silber, um 1760                                     | (Lage)   | PM29001816    | Classé       | 1999  |                |
| Skulptur des heiligen Nicaise                      | Holz, polychrom gefasst, vergoldet, 17. Jahrhundert | (Lage)   | PM29005090    | Inscrit      | 2003  |                |
| Empore                                             | Holz, 1670                                          | (Lage)   | PM29005098    | Inscrit      | 2003  |                |
| Skulpturengruppe Beweinung Christi                 | Stein, polychrom gefasst, 1560                      | (Lage)   | PM29002019    | Classé       | 2003  |                |
| Zwei Bleiglasfenster: Passion und Jüngstes Gericht | 16. Jahrhundert                                     | (Lage)   | PM29001049    | Classé       | 1906  | weitere Bilder |
| Skulptur der heiligen Margaretha                   | Holz, polychrom gefasst, 1560                       | (Lage)   | PM29005096    | Inscrit      | 2003  |                |
| Hauptaltar mit Tabernakel und zwei Skulpturen      | Holz, 17./18. Jahrhundert                           | (Lage)   | PM29005088    | Inscrit      | 2003  |                |
| Skulptur der heiligen Barbara                      | Holz, polychrom gefasst, 17. Jahrhundert            | (Lage)   | PM29005097    | Inscrit      | 2003  |                |
| Retabel mit fünf Skulpturen                        | Holz, polychrom gefasst, 18. Jahrhundert            | (Lage)   | PM29002020    | Classé       | 2003  |                |
| Beichtstuhl                                        | Holz, 19. Jahrhundert                               | (Lage)   | PM29005089    | Inscrit      | 2003  |                |
| Skulptur des heiligen Rochus                       | Holz, polychrom gefasst, 17. Jahrhundert            | (Lage)   | PM29005091    | Inscrit      | 2003  |                |
| Skulptur der heiligen Katharina von Alexandrien    | Holz, polychrom gefasst, 18. Jahrhundert            | (Lage)   | PM29005093    | Inscrit      | 2003  |                |
| Skulptur des heiligen Corentin                     | Holz, 16. Jahrhundert                               | (Lage)   | PM29005094    | Inscrit      | 2003  |                |
| Skulptur Christus der Weltenretter                 | Holz, 17. Jahrhundert                               | (Lage)   | PM29005095    | Inscrit      | 2003  |                |
| Reliquienkästchen                                  | Silber, vergoldet, 1578                             | (Lage)   | PM29001048    | Classé       | 1901  |                |
| Reliquienkästchen                                  | Silber, 17. Jahrhundert                             | (Lage)   | PM29001050    | Classé       | 1955  |                |

### Kapelle St-Côme-St-Damien
| Bezeichnung                                     | Beschreibung                             | Standort | Kennzeichnung | Schutzstatus | Datum | Bild |
| ----------------------------------------------- | ---------------------------------------- | -------- | ------------- | ------------ | ----- | ---- |
| Skulptur des heiligen Johannes                  | Holz, polychrom gefasst, 16. Jahrhundert | (Lage)   | PM29003902    | Inscrit      | 1993  |      |
| Altar mit Tabernakel                            | Holz, polychrom gefasst, 17. Jahrhundert | (Lage)   | PM29003894    | Inscrit      | 1993  |      |
| Hauptaltar mit Tabernakel                       | Holz, polychrom gefasst, 17. Jahrhundert | (Lage)   | PM29003893    | Inscrit      | 1993  |      |
| Skulptur des heiligen Sebastian                 | Holz, polychrom gefasst, 18. Jahrhundert | (Lage)   | PM29003895    | Inscrit      | 1993  |      |
| Skulptur Madonna mit Kind                       | Holz, polychrom gefasst, 16. Jahrhundert | (Lage)   | PM29003897    | Inscrit      | 1993  |      |
| Skulptur des heiligen Côme                      | Holz, polychrom gefasst, 17. Jahrhundert | (Lage)   | PM29003899    | Inscrit      | 1993  |      |
| Skulptur Christus am Kreuz                      | Holz, polychrom gefasst, 16. Jahrhundert | (Lage)   | PM29003900    | Inscrit      | 1993  |      |
| Skulptur Vierge au calvaire                     | Holz, polychrom gefasst, 16. Jahrhundert | (Lage)   | PM29003901    | Inscrit      | 1993  |      |
| Chorschranke                                    | Holz, 17. Jahrhundert                    | (Lage)   | PM29003892    | Inscrit      | 1993  |      |
| Nische mit der Skulptur der heiligen Margaretha | Holz, polychrom gefasst, 17. Jahrhundert | (Lage)   | PM29003896    | Inscrit      | 1993  |      |
| Nische mit der Skulptur des heiligen Damien     | Holz, polychrom gefasst, 17. Jahrhundert | (Lage)   | PM29003898    | Inscrit      | 1993  |      |
| Skulptur des heiligen Herbot                    | Holz, polychrom gefasst, 17. Jahrhundert | (Lage)   | PM29003903    | Inscrit      | 1993  |      |
| Kanzel                                          | Holz, polychrom gefasst, 1638            | (Lage)   | PM29001687    | Classé       | 1995  |      |

### Kapelle St-Jean
| Bezeichnung                                                       | Beschreibung                                       | Standort | Kennzeichnung | Schutzstatus | Datum | Bild |
| ----------------------------------------------------------------- | -------------------------------------------------- | -------- | ------------- | ------------ | ----- | ---- |
| Sakristeischrank                                                  | Holz, 17. Jahrhundert                              |          | PM29005099    | Inscrit      | 2003  |      |
| Pietà                                                             | Holz, polychrom gefasst, 17. Jahrhundert           |          | PM29005103    | Inscrit      | 2003  |      |
| Skulptur des heiligen Philibert                                   | Stein, polychrom gefasst, 16. Jahrhundert          |          | PM29005102    | Inscrit      | 2003  |      |
| Skulptur des heiligen Joseph                                      | Holz, polychrom gefasst, 18. Jahrhundert           |          | PM29005104    | Inscrit      | 2003  |      |
| Chorschranke                                                      | Holz, bemalt, 17. Jahrhundert                      |          | PM29002021    | Classé       | 2003  |      |
| Nische mit der Skulptur des heiligen Johannes des Täufers (Nr. 1) | Stein und Holz, polychrom gefasst, 17. Jahrhundert |          | PM29005100    | Inscrit      | 2003  |      |
| Skulptur des heiligen Johannes des Täufers (Nr. 2)                | Holz, polychrom gefasst, 18. Jahrhundert           |          | PM29005101    | Inscrit      | 2003  |      |
| Skulptur Madonna mit Kind                                         | Holz, polychrom gefasst, 16. Jahrhundert           |          | PM29005105    | Inscrit      | 2003  |      |
| Tabernakel mit vier Bas-reliefs der Evangelisten                  | Holz, polychrom gefasst, 17. Jahrhundert           |          | PM29005106    | Inscrit      | 2003  |      |